# رودهای استان فارس
از مهم‌ترین رودخانه‌های (استان فارس)، می‌توان به رودخانه‌های شادکام، فهلیان، تنگ شیو، تیرمردان ، شکستیان ، قره آغاج، شش پیر، پیرآب، کر، سیوند، چوبخله، شور جهرم، شور لار، مهران شور، فیروز آباد(شور دهرم)، پلوار، خشک، دالکی، موند (مند)، گله دار، کر سیاه ،  و اوجان اقلید اشاره کرد.

## رودخانه شادکام
این رودخانه که در گذشته به نام رودخانه ساریاتن مشهور بود، از چشمه‌ای به همین نام در ارتفاعات کوه آلمالیجه سرچشمه می‌گیرد و پس از آبیاری دشت نمدان، به دریاچه کافتر می ریزد.

## رودخانه فهلیان
این رودخانه که مهم‌ترین رودخانه شهرستان ممسنی است، از به هم پیوستن رودخانه شش پیر و رودشیر به وجود آمده است که پس از عبور از کنار کوه قلعه سفید، وارد منطقه فهلیان می‌شود .

## رودخانه تنگ شیو
این رودخانه از کوه‌های کهگیلویه و بویر احمد سرچشمه می‌گیرد و پس از طی مسافتی، در خاک کهگیلویه وارد منطقه ممسنی می‌شود و در دهستان رستم به رودخانه فهلیان می‌پیوندد.

## رودخانه آغاج
این رودخانه از دامنه کوه تابسک در دهستان دشمن زیاری سرچشمه می‌گیرد و پس از عبور از میان دره‌ای در ناحیۀ شمال غربی شیراز، در حوالی چهل چشمه از منطقه ممسنی خارج می‌شود.

## رودخانه رودشیر
این رودخانه کوچک از کوه‌های منطقه جاوید سرچشمه می‌گیرد و در دهستان جاوید جریان می یابد و پس از طی مسافتی به رودخانه شش پیر در شهرستان ممسنی می‌ریزد.

## کر سیاه
این رودخانه از روستای منصوراباد و خنیمه واقع در رستم شهرستان ممسنی سرچشمه گرفته و به رودخانه تنگ شیو میریزد.